# DiHalt
DiHalt — демопати, проводимое в Нижнем Новгороде. Являлся вторым по величине в России, после Chaos Constructions (Санкт-Петербург). С 2010 года проводится в формате open-air на берегу озера. Первый раз было проведено в 1999 году в Дзержинске. После долгого перерыва проведение демопати продолжилось в 2005 году и стало ежегодным мероприятием. С 2006 года место проведения было перенесено в Нижний Новгород. Организаторы — группы Master Home Computer Group и Eye-Q.
Первое демопати серии было посвящено исключительно платформе ZX Spectrum. Начиная с 2005 года на демопати также представлены платформы IBM PC и Amiga, а в 2012 году Commodore 64.
Название демопати представляет собой абсурдную до анекдотичности последовательность из двух команд для процессора Z80, приводящих к «мертвому» зависанию компьютера ZX-Spectrum (запрет маскируемых прерываний и ожидание прерывания) — естественно такая последовательность нигде не встречается.
В конкурсах представлены работы участников из разных стран. Во время пати работает прямая интернет-трансляция. Работы показываются в реальном времени (причём работы для ZX Spectrum — с реальной аппаратуры). Победители во всех конкурсах определяются голосованием зала.

## Конкурсы
- PC/Amiga конкурсы
  - 512b intro
  - 4K intro
  - 64K intro
  - 16MB demo

- Графические конкурсы
  - Gfx Rendered
  - Gfx Handdrawn
  - Gfx Freestyle
  - Gfx ANSI/ASCII
  - Realtime ZX Gfx
  - Realtime PC Gfx
  - Flash 4mb demo
  - Animation

- Музыкальные конкурсы
  - Multichannel Traditional Music
  - Multichannel Alternative Music
  - Chip Tune Music
  - MP3/OGG Music
  - 32K Exe Music

- Конкурсы для ZX Spectrum
  - AY-3-8910/TurboSound (2*AY-3-8910) Music
  - TurboSound FM (2*YM2203) Music
  - 6912/Gigascreen Graphics
  - 512b intro
  - 4K intro
  - 640K demo (Pentagon 1024 SL 2.x + TurboSound FM)

- Wild compo